# Herbert Lindqvist
Herbert Hjalmar Lindqvist, född 12 november 1903 i Stockholm, död 20 mars 1976 i Stockholm, var en svensk väg- och vattenbyggnadsingenjör. 
Lindqvist, som var son till uppbördsman Erik Hjalmar Lindqvist och Fredina Matilda Karolina Jacobsson, avlade studentexamen i Stockholm 1922 och utexaminerades från Kungliga Tekniska högskolan 1927. Han var anställd vid Statens Provningsanstalts byggnadstekniska avdelning 1928–1930, därav som förste assistent vid vägmaterial- och fryslaboratoriet 1929–1930, biträdande ingenjör vid Stockholms stads byggnadsnämnd 1930–1931, extra byggnadsinspektör 1931–1934, byggnadsinspektör 1934–1944 och byråingenjör där från 1944. Han var även assistent i byggnadsteknik vid Kungliga Tekniska högskolan från 1934. 
Lindqvist var styrelseledamot i Sveriges Byggmästareförbund 1938–1942 och redaktör för tidskriften "Byggmästaren" 1939–1942. Han utförde utredning för 1940 års byggnadskostnadssakkunniga, Byggnadsstommen och säkerhetsföreskrifterna ur ekonomisk synpunkt (SOU 1941:4), utredning för Statens byggnadslånebyrå angående järnbehovet för bjälklag i bostadshus (1942) och erhöll forskningsuppdrag av Statens kommitté för byggnadsforskning för undersökning av bärförmågan hos pålar 1944.